# Jacek Dukaj
Jacek Józef Dukaj (Tarnów, 30 luglio 1974) è un autore di fantascienza polacco.
Ha debuttato con successo all'età di 16 anni con il racconto Złota Galera (Galleria dorata).
Vincitore del Premio Janusz A. Zajdel nel 2001 per il romanzo Czarne oceany (Oceani neri), nel 2003 per il romanzo Inne pieśni (Altre canzoni) e nel 2000 per il racconto La cattedrale (Katedra) su cui Tomasz Baginski basa il cortometraggio animato Katedra nominato agli Academy Award nel 2003.
I suoi racconti sono stati tradotti in tedesco, russo, ceco, ungherese, inglese e italiano.

## Opere

### Antologie di racconti
- W kraju niewiernych (SuperNOWA 2000):
  - Ruch Generała
  - IACTE
  - Irrehaare
  - Muchobójca
  - Ziemia Chrystusa
  - Katedra
  - Medjugorje
  - In partibus infidelium
- Xavras Wyżryn i inne fikcje narodowe (Wydawnictwo Literackie 2004:
  - Xavras Wyżryn
  - Sprawa Rudryka Z.
  - Przyjaciel prawdy
  - Gotyk
- Król Bólu (Wydawnictwo Literackie 2005, pianificato, includerà:
  - Szkoła
  - Aguerre o świcie
  - Serce Mroku

### Romanzi
- Xavras Wyżryn (SuperNOWA 1997, contiene due piccoli romanzi - Xavras Wyżryn e Zanim noc)
- Aguerre w świcie (romanzo breve in antologia) Wizje Alternatywne 3, Solaris 2001)
- Czarne oceany (SuperNOWA 2001)
- Córka łupieżcy (romanzo breve in antologia Wizje Alternatywne 4, Solaris 2002)
- Extensa (Wydawnictwo Literackie 2002)
- Inne pieśni (Wydawnictwo Literackie 2003)
- Perfekcyjna niedoskonałość (Wydawnictwo Literackie 2004)
- Baśń (pianificato)

### Racconti
- Złota Galera ("Fantastyka" 2/1990, antologia Jawnogrzesznica, antologia Miłosne dotknięcie nowego wieku, antologia The Dedalus Book of Polish Fantasy)
- Smierć matadora ("Nowa Fantastyka" 1/1991, antologia Co większe muchy)
- Opętani ("Fenix" 1/1991)
- Książę mroku musi umrzeć ("Nowa Fantastyka" 12/1991, traduzione Ungherese in "Galaktika" 7/1992)
- Korporacja Mesjasz (antologia Czarna Msza, Rebis 1992)
- Panie, pobłogosław morderców ("Fenix" 2/1993)
- Wszystkie nasze ciemne sprawy ("Voyager" #6)
- Irrehaare ("Nowa Fantastyka" 6,7/1995, antologia W kraju niewiernych)
- Wielkie podzielenie ("Nowa Fantastyka" 3/1996)
- Szkoła ("Nowa Fantastyka" 11/1996, antologia Król Bólu)
- Ziemia Chrystusa (antologia Wizje alternatywne 2, Zysk i S-ka 1997, antologia W kraju niewiernych)
- IACTE (antologia Wizje alternatywne 2, Zysk i S-ka 1997, antologia W kraju niewiernych)
- Ponieważ kot (antologia Trzynaście kotów)
- Serce Mroku ("Nowa Fantastyka" 11/1998, antologia "Król Bólu")
- Ruch Generała (antologia W kraju niewiernych)
- Muchobójca (antologia W kraju niewiernych)
- Katedra (antologia W kraju niewiernych, album Katedra, traduzione Ceca in Ikarie 11/2002)
- Medjugorje (antologia W kraju niewiernych)
- In partibus infidelium (antologia W kraju niewiernych)
- Gotyk (antologia Strefa Mroku, antologia Xavras Wyżryn i inne fikcje literackie)
- Sprawa Rudryka Z. (antologia Xavras Wyżryn i inne fikcje narodowe)
- Przyjaciel prawdy (antologiaXavras Wyżryn i inne fikcje narodowe)
- Crux (antologia PL+50. Historie przyszłości, Wydawnictwo Literackie 2004)